# Paul Frank Webster
Paul Frank Webster (* 24. August 1909 in Kansas City, Missouri; † 6. Mai 1966 in New York City, New York) war ein US-amerikanischer Jazztrompeter des Swing.
Webster studierte an der Fisk University und am Williams Institute of Music. Er spielte in den Territory Bands von George E. Lee (1927), Andy Kirk, Bennie Moten (1927/28) und von 1935 bis 1944 bei Jimmy Lunceford. In den 1940er Jahren spielte er häufig bei Cab Calloway (z. B. 1948/49) und war 1946/47 und 1952/53 bei Charlie Barnet. Danach spielte er in Broadway-Musical-Orchestern und mit Sy Oliver (1947 und gelegentlich in den 1950ern bis in die 1960er-Jahre), mit dem er auch aufnahm, Ed Wilcox (1948/49) und Count Basie (1950).  
Er ist besonders bekannt aus seiner Zeit bei Lunceford, wo er die hohen Noten in der Trompete spielte, als Nachfolger von Tommy Stevenson. Er war auch schon 1931 kurz bei Lunceford.
Er ist nicht mit dem Songwriter Paul Francis Webster (1907–1984) zu verwechseln.

## Lexikalischer Eintrag
- Carlo Bohländer, Karl Heinz Holler, Christian Pfarr: Reclams Jazzführer. 3., neubearbeitete und erweiterte Auflage. Reclam, Stuttgart 1989, ISBN 3-15-010355-X.